# کلیم صدیقی
کلیم صدیقی، اندیشمند و نویسنده اسلامی معاصر در انگلیس.
وی مؤسس پارلمان مسلمانان در بریتانیا و نیز بنیان‌گذار شورای مسلمانان بریتانیا بوده‌است.
صدیقی از مروّجان وحدت جهانی اسلام است. وی همراه جمعی از همفکران در مؤسسة اسلامی پژوهش و برنامه‌ریزی، فعالیت‌های مؤثری در جهت نیل به پایه‌ریزی دوباره تمدن اسلامی بر مبنای عدالت جهانی انجام می‌داد. وی تأثیر عمیقی از انقلاب اسلامی و اندیشه روح‌الله خمینی گرفته بود. سرویس جهانی بی‌بی‌سی مدعی می‌شود که در سال ۱۹۸۹، دیداری خصوصی بین کلیم صدیقی و محمد خاتمی در فرودگاه مهرآباد صورت می‌گیرد و در این دیدار کلیم صدیقی از محمد خاتمی می‌خواهد در مورد کتاب آیات شیطانی سلمان رشدی باید اتفاق بزرگی رخ دهد. چند ساعت بعد از این دیدار خصوصی، محمد خاتمی به دیدار آیت الله خمینی می‌رود و در همان روز فتوای قتل سلمان رشدی توسط خمینی صادر می‌شود.
کلیم صدیقی به سال ۱۹۹۶ در آفریقای جنوبی در سن ۶۵ سالگی وفات یافت.

## آثار
- مسائل نهضتهای اسلامی
- نهضتهای اسلامی و انقلاب اسلامی ایران